# Menard megye (Illinois)
Menard megye az Amerikai Egyesült Államokban, azon belül Illinois államban található. Megyeszékhelye és legnagyobb városa Petersburg. Lakosainak száma 12 297 fő (2020. április 1.). Menard megye Mason, Logan, Sangamon és Cass megyékkel határos.

## Népesség
A megye népességének változása:
| Lakosok száma | 12 691 | 12 713 | 12 704 | 12 607 | 12 444 | 12 297 |
|               | 2010   | 2011   | 2012   | 2013   | 2015   | 2020   |